# بارثلماركت

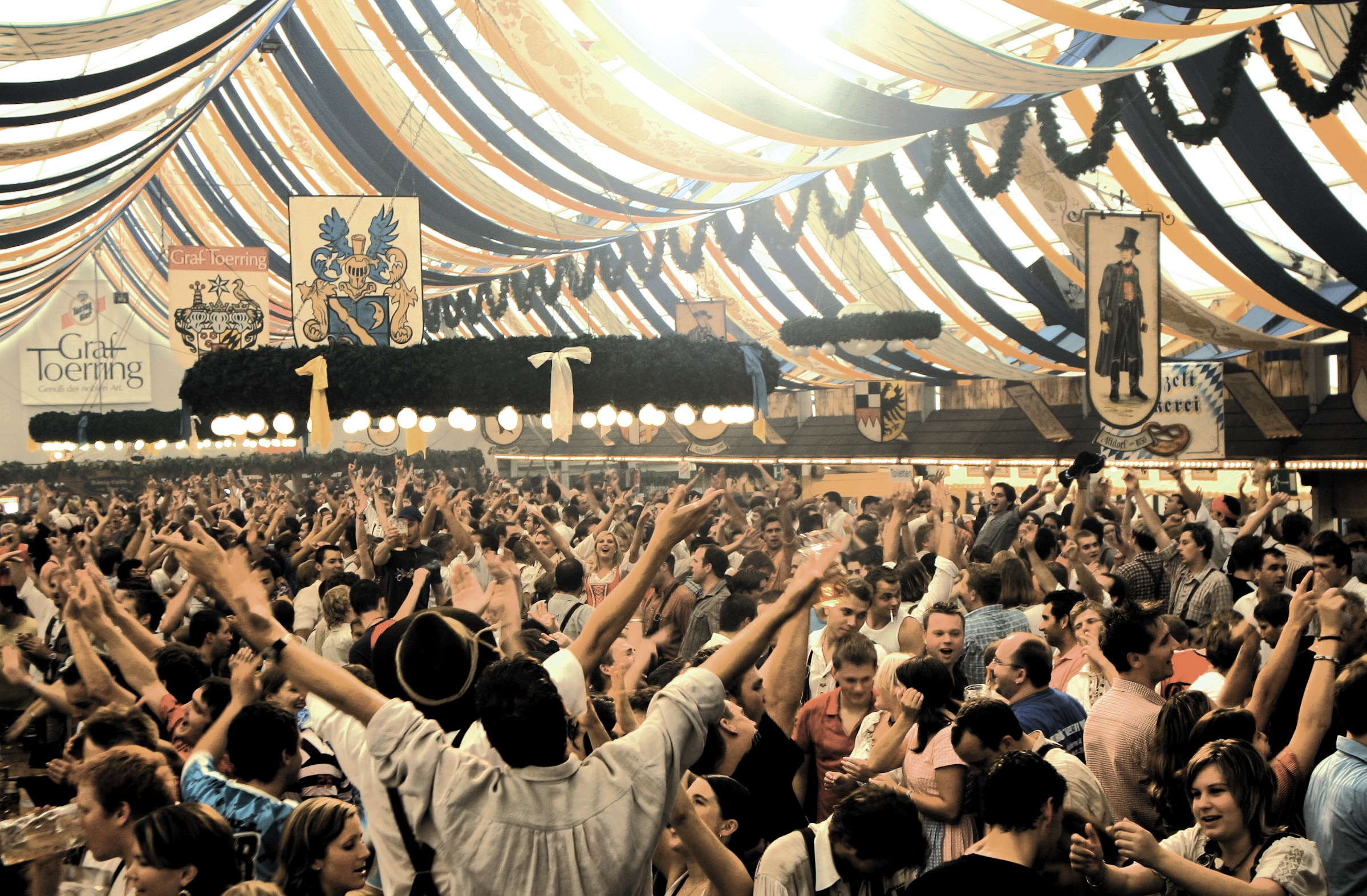
خيمة لشرب البيرة

بارثلماركت (بالألمانية: Barthelmarkt) هو مهرجان شعبي السنوي (مهرجان للبيرة والسفر الملاحي) في مانشنج بالقرب من إنغولشتات بألمانيا. وهو يُقام في آخر إجازة أسبوعية من شهر أغسطس ويستمر لمدة أربعة أيام. و كل سنة حوالي 250000 من الناس يحضرون هذا المهرجان. وعلى الرغم من ذكرها لأول مرة آتي في عام 1354، إلي ان جذورها يمكن ان تمتد الي القرن الأول قبل الميلاد ، عندما أسس الرومان سوقا للماشية في المنطقة. واتت هذه التسمية «بارثلماركت» من قديس الكنيسة الوطنية.